# Pseudodiosaccopsis brunneus
Pseudodiosaccopsis brunneus är en kräftdjursart som först beskrevs av Willey 1932.  Pseudodiosaccopsis brunneus ingår i släktet Pseudodiosaccopsis och familjen Diosaccidae. Inga underarter finns listade i Catalogue of Life.